# Пиниос (Тесалија)
Пиниос (грч. Πηνειός, називају је Пенеј или у средњем вијеку: Саламбријас или Салабријас (Σαλα[μ]βριάς)) ријека је у средишњем дијелу Грчке, у Тесалији.
Извор ријеке је Планини Пинд источно од града Мецовона, тече кроз равницу Тесалије и долину Темпи, а ушће у Егејско море је близу мјеста Стомија гдје формира велику делту. Ријека са својим притокама доноси Тесалији и њеној популацији, око 500000, воду која је важна као ресурс регији базираној на пољопривреди са врло мало индустрије.